# Conan Gray
Pour les articles homonymes, voir Gray.
Conan Lee Gray, né le 5 décembre 1998 à Lemon Grove, dans le Comté de San Diego en Californie aux États-Unis, est un artiste d'indie pop, auteur-compositeur-interprète et youtubeur américain d’origines japonaise et irlandaise. Il a sorti son premier EP, Sunset Season, en novembre 2018,.
Son premier album, Kid Krow (en), sort le 12 mars 2020, incluant les titres Maniac (en),Comfort Crowd mais aussi Heather.
Deux ans après la sortie de son premier album, il annonce le 11 avril 2022, le titre de son deuxième album, Superache, qui sort le 24 juin. 
Le 5 avril 2024 est sorti son troisième album, intitulé Found Heaven. Ce dernier est largement inspiré de la musique des années 80, et raconte son expérience de premier amour.

## Biographie

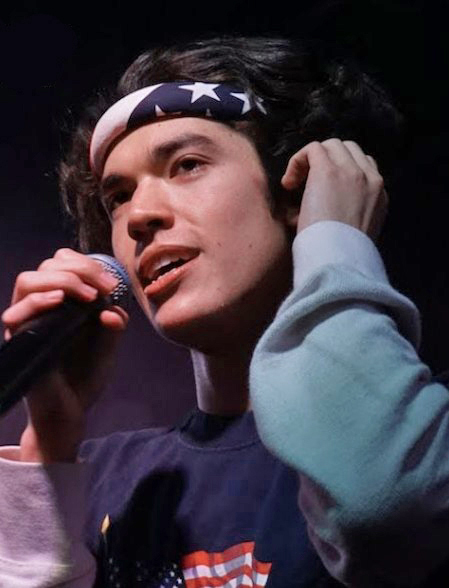
Conan Gray en 2019.

Né le 5 décembre 1998 à San Diego, en Californie, Conan Gray déménage avec sa famille à Hiroshima au Japon lorsqu'il a un an et demi, pour être auprès de son grand-père gravement malade. À la suite du décès de ce dernier, sa famille retourne habiter en Californie. Lorsque ses parents divorcent peu de temps après, il déménage avec la famille de sa mère au Texas. Il a une sœur et il grandit dans une petite ville du Texas, Georgetown, ce qui influence vivement sa musique. Il crée sa chaîne YouTube le 14 janvier 2013. Dans l'une de ses vidéos postées sur sa chaîne YouTube, 50 Facts About me, Conan Gray confie qu'il a été physiquement et verbalement agressé dans le passé. Sa dernière année au lycée fut particulièrement difficile après qu'il fut mis à la porte de chez lui. Son premier cover sur YouTube de Make you feel my love a été publié près de deux ans plus tard, en novembre 2014,.
Il a été étudiant à l'université de UCLA, tout en continuant à poster des vidéos sur sa chaîne Youtube. En janvier 2019, il annonce qu'il fera la première partie de Panic! At the Disco dans leur tournée Pray for The Wicked,. 
Adorant chanter, c'est naturellement qu'il s'est mis à écrire ses propres chansons (il a confié que les premières fois qu'il a créé des mélodies, il utilisait les écritures des bouteilles de shampoing comme paroles). La première qu'il a publiée était intitulée Those days, lorsqu'il était âgé de 13 ans.

## Style et influences
Conan Gray considère la chanteuse Lorde comme une influence majeure. Il confie au magazine PAPER en avril 2019 : « c'était la première fois que j'ai entendu de la pop avec laquelle je pouvais m'identifier, et c'est à ce moment-là que mon obsession pour la musique pop a commencé et que j'en suis obsédé depuis » en parlant de l'album Pure Heroine de Lorde. Il confie également qu'Adèle et Taylor Swift ont joué un rôle important dans sa façon de composer ses musiques. Pour lui, composer et écrire « était ma seule façon de parler de ce que je pensais et de toutes les émotions que j'avais »,.
Beaucoup de ses musiques sont écrites à propos de situations qu'il a vécues et que des gens proches de lui ont vécu, ce qui se retranscrit dans ses titres assez mélancoliques et sur une note relativement triste.
Son titre Idle Town est un hommage à sa dernière année de lycée, parlant de son expérience de grandir dans une petite ville du Texas, avec des paroles significatives et personnelles. Son titre Generation Why veut casser les stéréotypes que la plupart des gens ont sur la génération Y. Son EP Sunset Season évoque ses années au lycée et se veut représentatif de ce qu'il a vécu. La fin du lycée pour lui est la fin d'une ère, d'une saison. Il se définit comme quelqu'un de très solitaire et souhaite créer une connexion avec ceux qui écoutent sa musique en s'identifiant à ses paroles,. Qu'il chante l’intensité des émotions chez les adolescents dans des chansons optimistes comme Crush Culture ou dans des chansons plus tristes comme Lookalike, Conan Gray reste authentique et fidèle à ses émotions et offre une perspective optimiste avec des nuances positives.
Conan Gray explique dans plusieurs interviews que son premier album Kid Krow (en), tire son nom d'une inside joke qu'il a avec ses amis, qui dit que si Conan était un animal, il serait forcément un corbeau ("crow" en anglais), à cause de sa personnalité sombre et sarcastique. Il confie sur les réseaux sociaux que Kid Krow est l'album où il raconte « tout ce qu'il a toujours voulu dire sans oser le faire, tous les secrets et pensées folles qu'il ne gardait que pour ses amis les plus proches ».[réf. nécessaire]

## Discographie

### Singles
- Idle Town (2017)
- Grow (2017)
- Generation Why (2018)
- Crush Culture (2018)
- The Other Side (2019)
- The King (2019)
- Checkmate (2019)
- Comfort Crowd (2019)
- Maniac (2019)
- The Story (2020)
- Wish You Were Sober (2020)
- Heather (2020)
- Fake (Avec Lauv) (2020)
- Overdrive (2021)
- Astronomy (2021)
- People Watching (2021)
- Telepath (2021)
- Jigsaw (2022)
- Memories (2022)
- Yours (2022)
- Disaster (2022)
- Never Ending Song (2023)
- Winner (2023)
- Killing Me (2023)
- Lonely Dancers (2024)
- Alley Rose (2024)
- Holidays (2024)
- This Song (2025)
- Vodka Cranberry (2025)
- Caramel (2025)